# Леніно (Карасуський район)
Ле́ніно (каз. Ленин) — село у складі Карасуського району Костанайської області Казахстану. Адміністративний центр Черняєвського сільського округу.
Населення — 436 осіб (2021; 563 у 2009, 718 у 1999, 1041 у 1989).